# تقليص درجة النظم
تقليص درجة النظم (بالإنجليزية: Model order reduction)‏ هي تقنية للحد من التعقيد الحسابي للنماذج الرياضية في المحاكاة العددية.

## المقدمة
العديد من النماذج الرياضية الحديثة في الحياة العملية تواجه تحديات عند استخدامها في المحاكاة العددية، نظرا لتعقيدها وحجمها الكبير. ويهدف نموذج التخفيض إلى الحد من التعقيد الحسابي لهذه المشاكل، على سبيل المثال، محاكاة الأنظمة الديناميكية على نطاق واسع، محاكاة أنظمة التحكم. وذلك عن طريق تكوين نموذج تقريبي للأصلي، ويمكن التعامل مع هذا النموذج ولكن بنواتج أقل دقة ولكن في وقت أقل بكثير.

## الطرق
من أكثر الطرق شيوعا هو النموذج القائم على الإسقاط. ويوجد أيضاً:
- التحليل المتعامد
- الاقتطاع المتوازن
- الموازنة التقريبية
- طريقة تخفيض الأساس
- مصفوفة الإستكمال
- طريقة لوينر
- الطريقة التجريبية